# Vito Roberti
Vito Roberti (Matera, 11 settembre 1911 – Matera, 1º agosto 1998) è stato un arcivescovo cattolico italiano.

## Biografia
Fu ordinato presbitero il 23 dicembre 1933.

### Ministero episcopale
Il 13 ottobre 1962 papa Giovanni XXIII lo nominò delegato apostolico nella Repubblica Democratica del Congo e in Ruanda e arcivescovo titolare di Costanza di Scizia. Ricevette l'ordinazione episcopale il 2 dicembre successivo dal cardinale Amleto Giovanni Cicognani, segretario di Stato della Santa Sede, co-consacranti l'arcivescovo di Matera Giacomo Palombella e il vescovo titolare di Faran Giulio Barbetta.
Nello stesso anno fu nominato presidente della Conferenza episcopale del Congo. Il titolo di delegato apostolico fu sostituito da quello di nunzio apostolico nel 1963 in Congo e nel 1964 in Ruanda, e a partire dal 1963 fu nominato anche nunzio apostolico nel Burundi.
Dopo le diverse esperienze diplomatiche e missionarie in Africa, nel 1965 papa Paolo VI lo nominò vescovo di Caserta con titolo personale di arcivescovo; restò alla guida della diocesi casertana fino al 1987. Nel 1968 avviò il processo di beatificazione del venerabile Giacomo Gaglione.
Il 29 maggio 1967 fu nominato amministratore apostolico della diocesi di Alife; mantenne quest'incarico fino al 4 giugno 1978, giorno dell'ingresso del nuovo vescovo Angelo Campagna.

## Genealogia episcopale
La genealogia episcopale è:
- Cardinale Scipione Rebiba
- Cardinale Giulio Antonio Santori
- Cardinale Girolamo Bernerio, O.P.
- Arcivescovo Galeazzo Sanvitale
- Cardinale Ludovico Ludovisi
- Cardinale Luigi Caetani
- Cardinale Ulderico Carpegna
- Cardinale Paluzzo Paluzzi Altieri degli Albertoni
- Papa Benedetto XIII
- Papa Benedetto XIV
- Papa Clemente XIII
- Cardinale Marcantonio Colonna
- Cardinale Giacinto Sigismondo Gerdil, B.
- Cardinale Giulio Maria della Somaglia
- Cardinale Carlo Odescalchi, S.I.
- Cardinale Costantino Patrizi Naro
- Cardinale Lucido Maria Parocchi
- Papa Pio X
- Cardinale Gaetano De Lai
- Cardinale Raffaele Carlo Rossi, O.C.D.
- Cardinale Amleto Giovanni Cicognani
- Arcivescovo Vito Roberti